# Clotilde Godó Pelegrí
Clotilde Godó (Igualada, 15 de maig de 1885 – Tiana, 28 de març de 1988) fou una pianista, deixebla i amant d'Enric Granados.
Era la filla petita de Joan Godó i Llucià, que havia estat alcalde d’Igualada, i Adela Pelegrí de Sancerni i formava part de la família més important de la ciutat. Educada d’acord amb la classe social a què pertanyia, va ser la primera dona de Catalunya que va tenir carnet de conduir. Va rebre classes de piano, i sembla que l’any 1899 ja va actuar al saló del Casino del Recreo. Estudià al col·legi de les Dames Negres de Barcelona, i tot seguit ingressà com a alumna de l'Acadèmia d’Enric Granados —al carrer de Fontanella, de Barcelona.
Al desembre de 1901, Granados oferí un concert «de caràcter familiar» al Cercle Mercantil d'Igualada, en el qual participaren també les seves deixebles Clotilde Godó i Angelina Serra. Les classes de piano quedaren interrompudes quan el 2 d’octubre de 1904, als dinou anys, es casà amb Joan Marsans i Peix, un banquer que fou diputat del Partit Liberal Conservador. Clotilde Godó va tenir un nen i una nena que no van sobreviure i, després d’un matrimoni desgraciat, es va separar i en va obtenir la nul·litat. Als vint-i-un anys, doncs, Clotilde tornava a ser soltera i s'instal·là en una torre a Tiana, al carrer del Dr. Fàbregas, cantonada amb la carretera de la Conreria (actualment carrer d’Edith Llauradó), núm. 33.
Al 1906 reprengué les classes de piano amb Enric Granados i la relació s'afermà a partir de 1910, quan el músic començà a visitar-la a la casa de Tiana; ell ja estava casat amb Amparo Gal des de 1892. En aquells anys treballava en la seva composició de Goyescas al saló de música de la casa de Tiana. El setembre de 1910, Enric Granados va fer un concert al Cercle Mercantil Industrial i Agrícola d'Igualada, ciutat on el pianista tenia dues alumnes més, a part de Clotilde Godó, Paquita Madriguera –que fou testimoni de la «gran pasión [que] incendió los corazones del maestro y la discípula»– i Rosita Artés.
Després de la mort de Granados i la seva dona, ocorreguda en un trajecte al Canal de la Mànega quan el seu vaixell va ser torpedinat per un sumbarí alemany durant la Primera Guerra Mundial, Godó es va casar amb Pere Sabata i Blanch, un metge que ja tenia dos fills, de qui se separà al cap de tres anys. Va continuar vivint a Tiana fins que morí amb gairebé 103 anys.